# Omowunmi Akinnifesi
Omowunmi Akinnifesi là một nữ doanh nhân người Nigeria và là đại sứ môi trường cho Lagos.

## Cuộc sống ban đầu và giáo dục
Con gái của cựu giám đốc Ngân hàng Trung ương Nigeria, Akinnifesi sinh ra ở Lagos nhưng đã dành những năm đầu đời ở Sierra Leone trước khi trở về quê hương Nigeria cùng gia đình. Cô đã theo học tại Queen's College, Yaba, nơi cô đã giành được một số giải thưởng cho công việc nghệ thuật của mình. Năm 2008, Akinnifesi tốt nghiệp Đại học Lagos với bằng về Địa lý và Quy hoạch vùng, Năm 2012, Akinnifesi có bằng thạc sĩ về Giám sát, mô hình hóa và quản lý môi trường tại King College London.

## Sự nghiệp
Năm 2005, Akinnifesi mười tám tuổi đã đăng quang Cô gái xinh đẹp nhất Nigeria, khiến cô đủ điều kiện đại diện cho đất nước của mình tại cuộc thi Hoa hậu Thế giới tại Trung Quốc cùng năm, nơi cô tham gia trồng cây cho chính phủ Trung Quốc. Akinnifesi nổi lên Á hậu 1 trong phiên bản Nigeria của Strictly Come Dancing, Người nổi tiếng Takes 2  trước khi cô ra mắt quan hệ công chúng của riêng mình và kinh doanh mở rộng Elle Poise. Aknnifesi đã được ca ngợi là một biểu tượng phong cách trong những năm gần đây, và được vinh danh tại Allure Style Awards 2011. Chính trong thời gian này, cô tiết lộ rằng cô đã trải qua một chiến dịch khủng bố kéo dài sáu năm từ một kẻ rình rập.
Vào năm 2016, Akinnifesi đã cho ra mắt dòng quần áo có nhãn "Omowunmi".